# 知的生産性
知的生産性（ちてきせいさんせい）は、オフィスの中で知的成果物を生み出す効率のことをいう。製品の仕上がりが一時間に何個と計られる労働生産性（工場生産性）に対する言葉である。
書類のタイピングを一時間に何枚、伝票を何枚という量的に捉えられる成果物ではなく、あくまで事業を推進するにあたって必要な成果物を生み出す効率を計るものであるため、その測定は困難である。便宜的に活動基準原価計算（Activity Based Costing）で人件費をもとに手間をコストに換算する生産性測定手法がコストダウンの文脈の中で語られることもある。